# Matteo Carrara
Matteo Carrara (Alzano Lombardo, 25 de março de 1979) é um ciclista italiano. Estreiou como profissional em 2001, da mão da equipa Colpack-Astro.
Tem conseguido algumas vitórias como profissional mas todas de escassa relevância no panorama internacional. Uma de suas melhores atuações foi no Tour de France de 2008 onde conseguiu um notável posto 34 no geral final.
Em 7 de dezembro de 2012 anunciou a sua retirada do ciclismo depois de doze temporadas como profissional e com 33 anos de idade.

## Palmarés
- 2000
  - Giro do Meio Brenta
  - Tour de Mainfranken

- 2003
  - Criterium dos Abruzzos
  - 1 etapa da Volta à Áustria
  - 2 etapas da Volta ao Lago Qinghai

- 2009
  - Circuito de Lorena

- 2010
  - Volta ao Luxemburgo

## Resultados em Grandes Voltas
| Corrida | Corrida         | 2001  | 2002 | 2003  | 2004 | 2005 | 2006 | 2007 | 2008 | 2009 | 2010 | 2011  | 2012 |
| ------- | --------------- | ----- | ---- | ----- | ---- | ---- | ---- | ---- | ---- | ---- | ---- | ----- | ---- |
|         | Giro d'Italia   | 111.º | 81.º | F. c. | —    | —    | —    | —    | —    | —    | —    | 16.º  | 96.º |
|         | Tour de France  | —     | —    | —     | —    | —    | —    | —    | 34.º | —    | —    | —     | —    |
|         | Volta a Espanha | —     | —    | —     | —    | —    | Ab.  | —    | —    | 37.º | —    | 146.º | —    |

—: não participa 
Ab.: abandono
F. c.: fora de controle

## Equipas
- Team Polti (stagiaire) (2000)
- Colpack-Astro (2001-2002)
- De Nardi-Colpack-Astro (2003)
- Lampre (2004)
- Barloworld (2005)
- Lampre-Fondital (2006)
- Unibet.com (2007)
- Quick Step (2008)
- Vacansoleil (2009-2012)
- Vacansoleil (2009-2010)
- Vacansoleil-DCM (2011-2012)